# الصفا (الحوض الشرقي)
الصفا (الحوض الشرقي) قرية تقع على جنبات طريق الأمل الرابط بين نواكشوط (عاصمة الجمهورية الإسلامية الموريتانية) وشرق البلاد وبالتحديد، غرب مدينة النعمة عاصمة ولاية الحوض الشرقي تأسست رسميا مع بداية التسعينيات من القرن العشرين.

## الموقع الجغرافي
تقع لصفا غرب مدينة النعمة على بعد 32 كلم وتتبع إداريا لبلدية بيريباف التي تبعد عنها 5 كلم ناحية الجنوب وهي إحدى بلديات مقاطعة النعمة العشرة.
ويقسم طريق الأمل القرية إلى قسمين، جنوبي يوجد به مركز القرية، أما القسم الشمالي فيتميز بنوع من التنوع التضاريسي حيث توجد إضافية إلى السهول بعض الكثبان الرملية.

## النقل والمواصلات
يلعب الموقع الإستراتيجي لقرية الصفا دورا مهما في ربطها بمحيطها الخارجي حيث يشقها أكبر وأهم طريق في البلد (طريق الأمل) كما يمر من وسطها الطريق المؤدي إلى عاصمة بلديتها بيريباف، كما أنها توفر خدمات شبكات الاتصال المحلية الثلاثة.